# Jesse Featonby
Jesse Featonby (Albury, Nova Gal·les del Sud, 8 de desembre de 1987) és un ciclista australià. Professional des del 2017.

## Palmarès
- 2016
  - Vencedor d'una etapa al National Capital Tour
- 2018
  - 1r al Tour de Bright i vencedor d'una etapa
  - Vencedor d'una etapa al National Capital Tour
- 2019
  - Vencedor d'una etapa a la New Zealand Cycle Classic